# Holy Fire
Holy Fire — третій студійний альбом англійської групи Foals, який був випущений 11 лютого 2013 року.

## Композиції
1. Prelude — 4:07
2. Inhaler — 4:54
3. My Number — 4:03
4. Bad Habit — 4:40
5. Everytime — 4:04
6. Late Night — 5:27
7. Out of the Woods — 3:25
8. Milk & Black Spiders — 5:17
9. Providence — 4:08
10. Stepson — 4:49
11. Moon — 4:53

## Позиція в чартах
| Хіт-парад       | Найвища позиція |
| --------------- | --------------- |
| Австралія       | 1               |
| Австрія         | 39              |
| Бельгія         | 25              |
| Франція         | 22              |
| Нідерланди      | 41              |
| Німеччина       | 31              |
| Нова Зеландія   | 15              |
| Іспанія         | 72              |
| Швеція          | 15              |
| Велика Британія | 2               |
| США             | 86              |

## Учасники запису
- Янніс Філіпакіс — вокал, гітара, барабани
- Джек Беван — ударні
- Джиммі Сміт — гітара
- Волтер Джерверс — бас, бек-вокал
- Едвін Конгрейв — клавіатура, бек-вокал